# پرواز مسیریاب
پرواز مسیریاب (به انگلیسی: Flight of the Navigator) فیلمی محصول سال ۱۹۸۶ و به کارگردانی رندل کلایسر است. در این فیلم بازیگرانی همچون جوئی کرامر، پل روبنز، کلیف دیانگ، ورونیکا کارترایت، مت ادلر، سارا جسیکا پارکر، هاورد هسمن، ریچارد لیبرتی ایفای نقش کرده‌اند.